# Oberneulander Wümmeniederung
Oberneulander Wümmeniederung este o arie protejată (arie de protecție specială avifaunistică — SPA) din Germania întinsă pe o suprafață de 294,5 ha, integral pe uscat.

## Localizare
Centrul sitului Oberneulander Wümmeniederung este situat la coordonatele 53°06′00″N 8°58′00″E / 53.1°N 8.9667°E.

## Înființare
Situl Oberneulander Wümmeniederung a fost declarat arie de protecție specială avifaunistică în februarie 1993 pentru a proteja 7 specii de animale.

## Biodiversitate
Situată în ecoregiunea atlantică, aria protejată nu include niciun habitat protejat.
La baza desemnării sitului se află mai multe specii protejate de  păsări (7): șorecar încălțat (Buteo lagopus), erete vânăt (Circus cyaneus), Cygnus columbianus bewickii, Numenius arquata arquata, fluierar de mlaștină (Tringa glareola), fluierarul cu picioare roșii (Tringa totanus), nagâț (Vanellus vanellus).